# Parque Nacional de Boa Nova
O Parque Nacional de Boa Nova é um parque nacional brasileiro situado no estado da Bahia. Ele tem uma área total superior a doze mil hectares, que cobre os municípios de Boa Nova, Dário Meira e Manoel Vitorino.
Criado por decreto em 11 de junho de 2010, o sítio se localiza no bioma da Mata Atlântica e apresenta quatro tipos de vegetações: caatinga, floresta semidecídua submontana, floresta tropical montana e floresta semidecídua de várzea. A região também é conhecida pelas inúmeras espécies de aves.

## História
O Parque Nacional da Boa Nova totaliza 12.065,31 hectares de área, que abrange partes dos municípios baianos de Boa Nova , Dário Meira e Manoel Vitorino. O terreno é acidentado com altitudes de 440 a 1.111 metros acima do nível do mar. O parque deságua no Rio Uruba, um afluente do Rio Gongogi, que por sua vez é um afluente do Rio de Contas.
O parque fica no bioma da Mata Atlântica. A precipitação média anual é de 1.300 milímetros e as temperaturas variam de 14 a 26 graus Celsius, com uma média de 23 graus Celsius. A vegetação presente inclui a caatinga , a floresta semidecídua submontana, a floresta tropical montana e a floresta semidecídua de várzea. A região é conhecida pelas inúmeras espécies de aves, com 437 registradas até o momento, que atraem muitos observadores estrangeiros. As espécies de aves endêmicas incluem o Gravatazeiro (Rhopornis ardesiacus), o João-baiano (Synallaxis cinerea) e a Borboletinha-baiana (Phylloscartes beckeri).

## Administração
O Parque Nacional da Boa Nova foi criado por decreto em 11 de junho de 2010. É administrado pelo Instituto Chico Mendes de Conservação da Biodiversidade. Tem como vizinho o Refúgio de Vida Silvestre de Boa Nova, uma reserva de fauna criada pelo mesmo decreto. O parque passou a fazer parte do Corredor Central da Mata Atlântica, criado em 2002. [3] É classificado na categoria II do Sistema IUCN de Gestão de Áreas Protegidas. O objetivo é proteger e regenerar integralmente os ecossistemas naturais na transição entre a Mata Atlântica e a Caatinga, para manter populações viáveis de espécies de aves e mamíferos ameaçados de extinção, para manter e restaurar bacias hidrográficas e cursos d'água, para permitir o desenvolvimento de atividades e interpretação ambiental, recreação em contato com a natureza, turismo ecológico e pesquisa científica.